# فيليب روسو (مغني)
فيليب روسو (بالفرنسية: Philippe Russo)‏ هو مغني وكاتب أغاني فرنسي، ولد في 4 أكتوبر 1961 في باريس في فرنسا.

## وصلات خارجية
- فيليب روسو على موقع ميوزك برينز (الإنجليزية)
- فيليب روسو على موقع ديسكوغز (الإنجليزية)